# جرج گرین (بازیکن فوتبال، زاده ۱۸۹۱)
جرج گرین (انگلیسی: George Green؛ 1891 – ۹ نوامبر ۱۹۵۸) بازیکن فوتبال اهل بریتانیا بود.
از باشگاه‌هایی که در آن بازی کرده‌است می‌توان به باشگاه فوتبال ساوت‌همپتون اشاره کرد.